# پینت
پِینت (به انگلیسی: Paint) یک نرم‌افزار نقاشی گرافیکی است که در همه نسخه‌های ویندوزهای مایکروسافت وجود دارد. به این نرم‌افزار همچنین ام‌اس‌پینت یا مایکروسافت پینت نیز گفته می‌شود. برنامه فایل‌های با فرمت‌های بیت مَپ (نگاشتِ بیتی، Bitmap) در ویندوز (۲۴-بیت، ۲۵۶ رنگ، ۱۶ رنگ و مونوکروم همه با پسوند bmp.)، جِی‌پِگ (JPEG) و گیف (یا جیف، GIF) (بدون حرکت یا ناپیدایی، اگرچه نسخه‌های ویندوز ۹۸، یک نسخه به‌روز شده ویندوز ۹۵ و ویندوز ان‌تی۴ بعداً پشتیبانی می‌کردند)، پی‌ان‌جی و تی‌آی‌اف‌اف باز و ذخیره می‌کند. برنامه در دو مد رنگی و مد دو رنگ سیاه و سفید کار می‌کند و مُد گری‌اسکیل (Grayscale mode) ندارد. این نرم‌افزار به خاطر سادگی اش در نخستین نسخه‌های ویندوز به سرعت یکی از پرکاربردترین نرم‌افزارها شد. هم اکنون پینت سه بعدی به عنوان جایگزین این نرم افزار در مایکروسافت ویندوز شناخته می‌شود این برنامه می تواند با قلم های مختلف هایش بتواند نقاشی را بکشد.

## نگارخانه

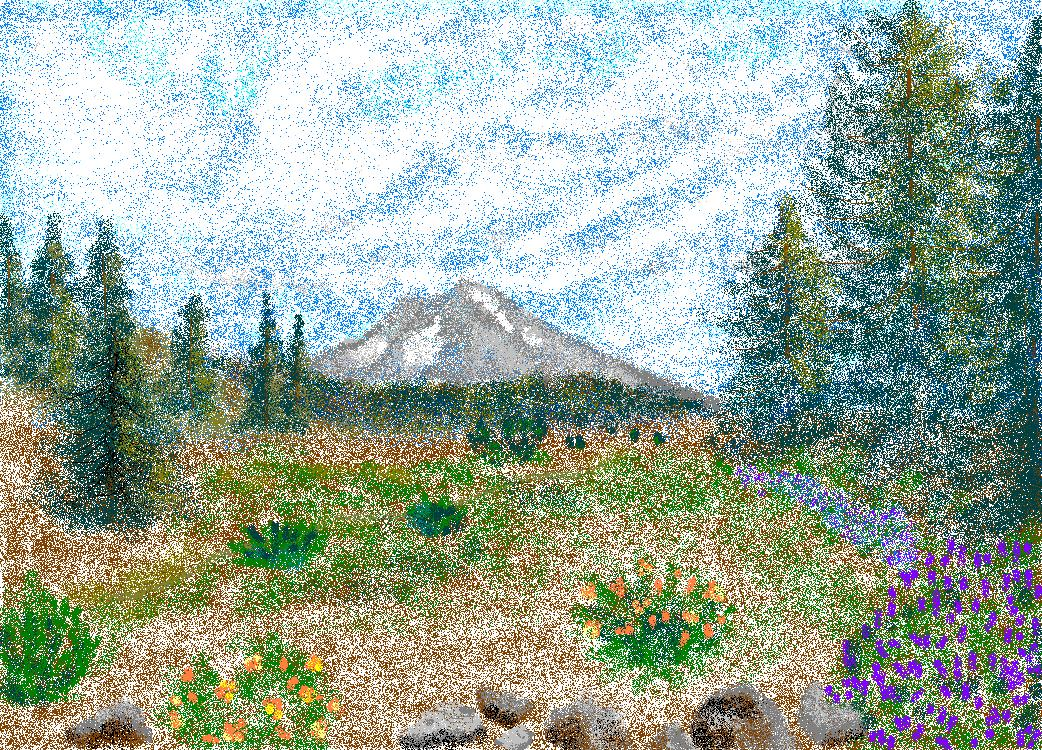
نقاشی طبیعت ترسیم با پینت
شکل‌های گوناگون
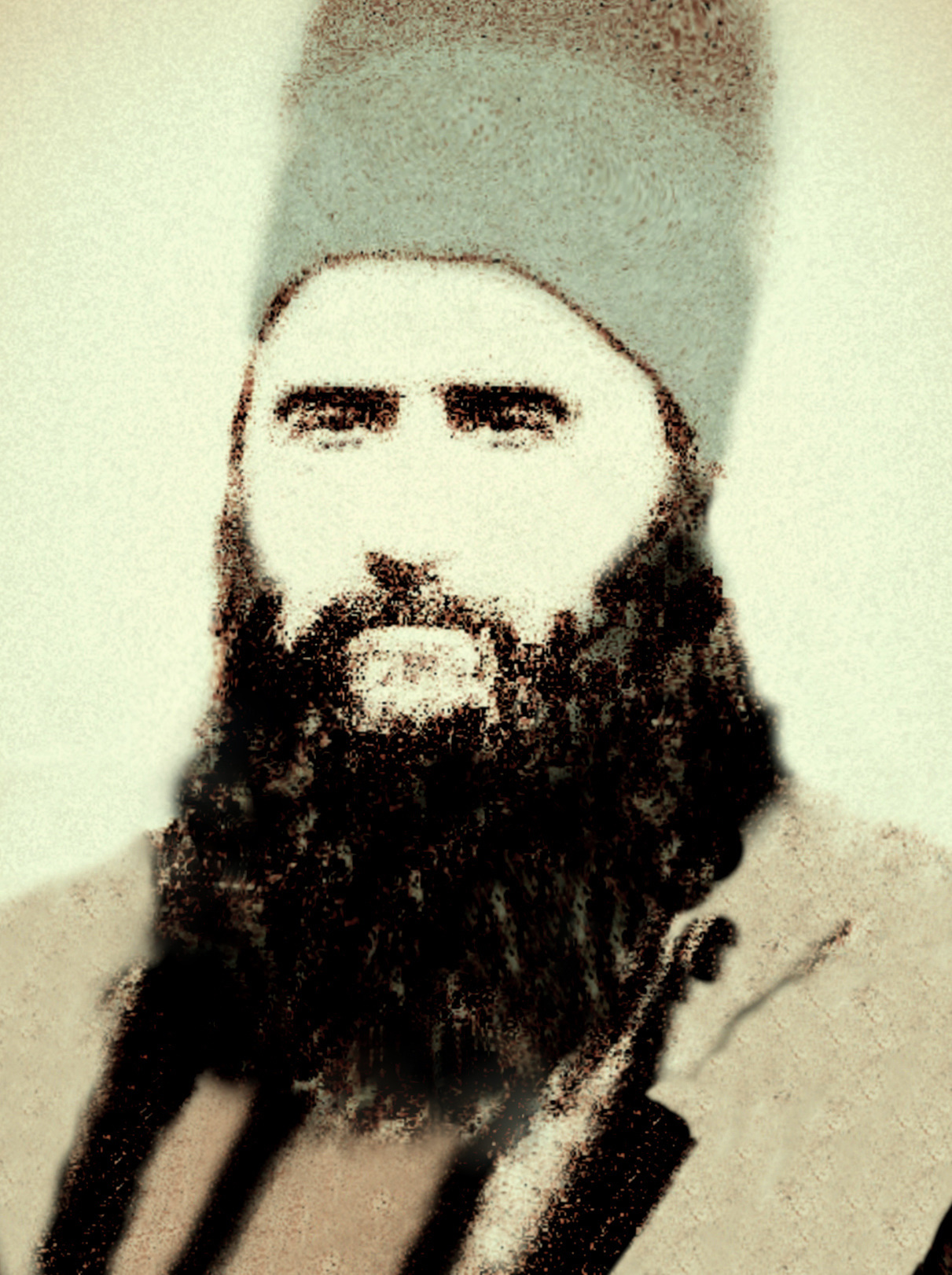
نقاشی بهاءالله ترسیم با پینت
انتخاب طیف رنگ